# گوگل چت
گوگل‌چت یک سرویس ارتباطی است که توسط شرکت گوگل توسعه یافته‌است. این سرویس در ابتدا برای تیم‌ها و محیط‌های تجاری طراحی شده بود و پس از آن برای کاربران عمومی در دسترس قرار گرفت. پیام مستقیم، مکالمات گروهی و فضاهایی را فراهم می‌کند که به کاربران اجازه می‌دهد تا علاوه بر چت، وظایفی را ایجاد و اختصاص دهند و فایل‌ها را در یک مکان مرکزی به اشتراک بگذارند. می‌توان از طریق وب سایت و اپلیکیشن یا از طریق جیمیل به آن دسترسی داشت.
اولین بار در ۹ مارس ۲۰۱۷ به عنوان گوگل هنگ‌آوتس به عنوان یکی از دو برنامه جایگزین گوگل هنگ‌آوتس راه اندازی شد و برنامه دیگر گوگل میت بوده‌است. در ۹ آوریل ۲۰۲۰ به گوگل‌چت تغییر نام داد. در ابتدا فقط برای مشتریان گوگل ورکسپیس در دسترس بود، اما در فوریه ۲۰۲۱، گوگل شروع به استفاده از گوگل‌چت در «دسترسی اولیه» به حساب‌های مصرف‌کننده عادی کرد تا اینکه در آوریل ۲۰۲۱ به‌طور کامل در دسترس قرار گرفت. گوگل هنگ‌آوتس اصلی را منسوخ کرد و در اوایل سال ۲۰۲۲ گوگل‌چت را جایگزین آن کرد.

## تاریخچه
گوگل‌چت برای اولین بار به‌عنوان Hangouts Chat در ۹ مارس ۲۰۱۷ برای مشتریان گوگل ورکسپیس (که G Suite تا اکتبر ۲۰۲۰ نامیده می‌شد) راه‌اندازی شد و تنها به‌عنوان جایگزینی برای گوگل هنگ‌آوتس مطرح بود. همه بسته‌های G Suite ویژگی‌های یکسانی داشتند، به جز عدم نگهداری داده‌های Vault در بسته Basic.
در ۹ آوریل ۲۰۲۰، گوگل هنگ‌آوتس را به گوگل‌چت تغییر نام داد. به دنبال این تغییر نام تجاری و همراه با تغییری مشابه برای Hangouts Meet، نام تجاری هنگ‌آوتس قرار است از گوگل ورکسپیس حذف شود.

### مهاجرت از گوگل هنگ‌آوتس

نشان‌واره قبلی Google Chat تا دسامبر ۲۰۲۳ استفاده می‌شد

گوگل برای اولین بار برنامه خود را برای شروع بازنشستگی گوگل هنگ‌آوتس در اکتبر ۲۰۱۹ اعلام کرد در اکتبر ۲۰۲۰، گوگل اعلام کرد که در سال ۲۰۲۱ گوگل‌چت را برای مشتریان راه اندازی خواهد کرد. گوگل همچنین اعلام کرد که مکالمات، مخاطبین و سابقه Hangouts به گوگل‌چت منتقل می‌شود.
گوگل‌چت در فوریه ۲۰۲۱ در «دسترسی زودهنگام» به حساب‌های مصرف‌کننده عرضه شد، اما در آن زمان Google اعلام کرد که گوگل هنگ‌آوتس یک محصول در سطح مصرف‌کننده برای افرادی که از حساب‌های استاندارد Google استفاده می‌کنند باقی می‌ماند. تا آوریل ۲۰۲۱، Google Chat به‌عنوان یک سرویس «دسترسی زودهنگام»، برای کاربرانی که از آن به‌جای Hangouts استفاده می‌کنند، کاملاً رایگان در دسترس قرار گرفت.
در آگوست ۲۰۲۱، Google شروع به خروج خودکار از کاربران گوگل هنگ‌آوتس در iOS و Android کرد و به آن‌ها اطلاع داد که به چت Google مهاجرت کنند.
گوگل قصد دارد گوگل هنگ‌آوتس را منسوخ کند و در اوایل سال ۲۰۲۲ آن را با گوگل‌چت جایگزین کند. در فوریه ۲۰۲۲، گوگل اعلام کرد که قصد دارد انتقال نهایی همه مشتریان Google Workspace از گوگل هنگ‌آوتس به گوگل‌چت را آغاز کند، که قرار است در ماه مه ۲۰۲۲ نهایی شود. در سپتامبر ۲۰۲۲، گوگل اعلام کرد که تمام داده‌های گوگل هنگ‌آوتس تا ۱ ژانویه ۲۰۲۳ حذف خواهند شد.

## ویژگی‌ها
چت گوگل به دو بخش گفتگو و فضا تقسیم می‌شود. بخش چت شامل مکالمات مستقیم با افراد دیگر و مکالمات گروهی است. علاوه بر اینکه می‌توانید از طریق وب‌سایت و برنامه به گوگل‌چت دسترسی پیدا کنید، گوگل‌چت از طریق ادغام آن با وب‌سایت و برنامه Gmail نیز قابل دسترسی است.
در ماه مه ۲۰۲۲، گوگل اعلام کرد که چت بنرهایی را نمایش می‌دهد که کاربران را در مورد حملات احتمالی فیشینگ و بدافزار از حساب‌های شخصی آگاه نماید. این توسعه برای Google Chat آخرین تلاش برای جلوگیری از فیشینگ و نقض امنیت برای کاربران بود.

### فضاها

یک اسکرین شات از فضای چت Google، سه برگه در بالا، Chat, Files و Tasks را نشان می‌دهد.

Spaces که در اصل Rooms نامیده می‌شود، یک ویژگی اتاق چت است که در Google Chat برای همکاری مبتنی بر موضوع، با فایل‌ها وظایف و مکالمات مشترک ساخته شده‌است. این برنامه در کنار Google Chat و Google Meet برای ادغام ویژگی‌های بهره‌وری گروهی مانند ارسال پیام و همکاری در زمان واقعی برای سازماندهی مکالمات مبتنی بر موضوع بدون خروج از Gmail عمل می‌کند. این ویژگی نام تجاری را که قبلاً در یک سرویس نامرتبط با همین نام از سال ۲۰۱۶ تا ۲۰۱۷ استفاده می‌شد، احیا می‌کند، با تغییر نام تجاری به عنوان بخشی از گسترش Google Workspace برای همه کاربران در سال 2021. فضاها برای همکاری در پروژه‌های بلند مدت طراحی شده‌اند. برخلاف فضاها، مکالمات گروهی فقط از چت پشتیبانی می‌کنند و هیچ عملکرد وظیفه یا برگه فایل‌های جداگانه برای مشاهده فهرستی از فایل‌های به اشتراک گذاشته شده ندارند. اتاق چت همچنین به کاربران اجازه می‌دهد نام چت را تغییر دهند، که با مکالمات گروهی امکان‌پذیر نیست و به کاربران اجازه می‌دهد فقط زمانی که از آنها نام برده می‌شود مطلع شوند. هر فضا دارای سه برگه است، یک تب چت برای چت، یک تب فایل‌ها برای اشتراک گذاری فایل‌ها و یک تب وظایف برای ایجاد و تخصیص کارها.
این سرویس از داخل Gmail در کنار Chat و Meet به عنوان بخشی از گسترش Google Workspace برای همه کاربران Gmail قابل دسترسی است. با راه‌اندازی مجدد، Spaces به حداکثر ۸۰۰۰ کاربر اجازه می‌دهد در پروژه‌ها همکاری کنند و از سایر ویژگی‌های Workspace مانند ایجاد اسناد Google Drive و جلسات Google Meet از داخل یک Space, و همچنین ادغام با ایجاد کار و در دسترس بودن تقویم استفاده کنند. تا پایان سال ۲۰۲۲، محدودیت اندازه تیم Spaces به ۲۵۰۰۰ افزایش خواهد یافت. فضاها در سراسر یک سازمان قابل کشف هستند و خالق Space مدیر پیش فرض فضا با قابلیت تفویض وضعیت مدیر به کاربر دیگر است. حرکت از اتاق‌ها به فضاها همچنین بهبودهایی در اعتدال و ویژگی‌های امنیتی به همراه داشت. در فوریه ۲۰۲۲، گوگل یک رابط جیمیل جدید برای Workspace ارائه کرد که برای ادغام بهتر Spaces و همچنین Chat و Meet طراحی شده بود. زمانی که Google Currents در سال 2023 بسته شود و محتوای کاربر به Spaces منتقل شود، انتظار می‌رود که Spaces عملکرد بیشتری پیدا کند.

### امکانات
- موضوع درون خطی[۲۲]
- جستجو در چندین فضا[۲۳]
- مرور در سازمان کاربر[۲۴]
- اشتراک گذاری فایل[۲۵]
- تکلیف[۲۶]
- نمای سند و چت کنار هم[۲۷][۲۸]
- ایجاد رویداد تقویم[۲۹]
- شاخص‌های حضور آنلاین[۳۰][۳۱]
- پین کردن پیام[۳۲][۳۳]
- ویدئو کنفرانس[۳۴]